# Ein Brief an die Mutter
Ein Brief an die Mutter (jiddisch אַ בריוועלע דער מאַמען A briwele der mamen, polnisch List do matki) ist ein jiddischsprachiger Spielfilm aus Polen.
Er erzählt die Geschichte einer jüdischen Familie in einer polnischen Kleinstadt vor und während des Ersten Weltkrieges.

## Handlung
Der Film spielt in einer Kleinstadt in Galicien zur Zeit des Ersten Weltkriegs. Die Familie Berdichevsky lebt in der Stadt. Vater David singt zwar gut und komponiert gern, ist aber ein Taugenichts und kann seine Familie nicht ernähren. Alle Unterhaltspflichten fallen auf die fleißige Mutter Deborah, die ein Modegeschäft betreibt, aber ihre Rechnungen nie rechtzeitig bezahlen kann. Der älteste Sohn Meir träumt davon, Ingenieur oder Zahnarzt zu werden. Tochter Miriam trifft sich mit einem Tanzlehrer und handelt damit gegen den Willen ihrer Eltern, denn sie hat einen Verlobten, Yudka, den Sohn des Schneiders Shimon. Der ganze Stolz von Deborah und David ist ihr jüngster Sohn Aronchik, sehr talentiert und musikalisch.
David geht, ohne seine Frau zu informieren, und nachdem er sich Geld von Shimon geliehen hat, nach Amerika, um dort zu arbeiten, wo er seinen Lebensunterhalt mit dem Verkauf von Socken verdient. Auch Miriam verlässt ihr zu Hause und geht mit ihrem Tanzlehrer weg, was ihre Mutter vor den Nachbarn zu verheimlichen versucht.
David schickt seinem Sohn Aronchik ein Ticket, damit auch er nach Amerika kommen kann. Inzwischen kehrt Miriam in die Stadt zurück, denn wie sich herausstellte, ist der Tanzlehrer bereits verheiratet und hat ein Kind. Auf Drängen ihrer Mutter verheimlicht Miriam diese Tatsachen vor Yudka und die junge Leute heiraten wie vorgesehen und gehen nach Russland.
1914 wird Meir mit Beginn des Krieges an die Front gerufen. Am Tag des Kriegsendes erfährt Deborah vom Tod ihres ältesten Sohnes an der Front. Obwohl schon länger keine Briefe mehr aus Amerika kommen, versucht Deborah ihren Mann und Aronchik zu finden. Schließlich reist sie über eine Hilfsorganisation nach Amerika, wo sie ein Konzert besucht und entdeckt, dass ihr jüngster Sohn ein berühmter Sänger geworden ist und nun den Künstlernamen Arnold Bird trägt.
Leitmotiv des gesamten Films ist das berühmte Lied A brivele der mamen, das Elstein eigens für den Film geschrieben hat. In der letzten Szene des Films, als Arnold Bird das Lied singt, erscheint Abram Elshtein selbst als Dirigent des Orchesters auf der Leinwand in einem Cameoauftritt.

## Hintergrund
Joseph Green lebt seit 1924 in den Vereinigten Staaten. 1934–1938 kehrte er für einige Zeit nach Polen zurück, wo er in dem von ihm gegründeten Filmstudio Green-Films vier Filme drehte. Trotz des Misserfolgs seines zweiten Films The Purim Jester (jiddisch  פורים שפילער) beschloss er, einen Film zu drehen, der auf einem Drehbuch basiert, das er aus den Vereinigten Staaten mitbrachte. Das Drehbuch wurde von Mendel Osherovich geschrieben, aber bei seiner Ankunft in Warschau lud Green Anatol Stern ein, das Drehbuch zu überarbeiten. Um Geld zu sparen, drehte Green zwei Filme gleichzeitig mit der gleichen Besetzung. Gleichzeitig mit Letter to Mother wurde der Film Mommy (jiddisch מאמעלע) gedreht, in dem Green nach Verhandlungen mit Yankel Kalisz Yankels Frau, einen polnisch-amerikanischen Star, einlud Malku Wächter-Kalish.
Es war die dritte Spielfilmproduktion des Produzenten und Regisseurs Joseph Green in Polen.
Premiere war am 4. April 1938 in Polen, am 14. September 1939 in den USA.
Die Schauspieler Lucy Herman (gestorben am 8. Mai 1954 in New York), Max Bozhik (gestorben am 5. April 1970 in New York), Bertha Gerstein (gestorben am 10. September 1972 in Brooklyn) und
Gustav Berger (gest. 18. Oktober 1958 in New York) sind alle nach Amerika ausgewandert und auch dort gestorben. Zu Holocaust-Opfern wurden Hana Levina – im Warschauer Ghetto trat sie im Ghetto-Theater auf, wo sie den 25. Jahrestag ihrer kreativen Karriere feierte, Simcha Vostel – 1942 wurde er aus dem Warschauer Ghetto in ein Konzentrationslager in Poniatow gebracht und Shmul Landau – starb 1942 bei einer Aktion im Warschauer Ghetto.

## Rezeption
Das Museum des jiddischen Theaters schrieb: „Die Geschichte von A Letter to Mother über Familienzerfall und Armut dient als Metapher für die Vertreibungen, mit denen europäische Juden 1939 konfrontiert waren.“ Aber „Es steckt [auch] viel gelungener Humor in dem Stück, und in einem gewissen Teil davon "zieht" es sich auch in die jüdischen Herzen ein.“ „Die zentrale Rolle der gesamten Produktion“ ist Deborah. „Der Charakter der Frau ist ein ruhiger, ein Laie, ein guter Mensch. Sie ist absolut keine Kämpferin. Im Gegenteil, sie ist eine herzensgute Person, eine ruhige Person. Ihre Wärme und ihr Mitgefühl werden auf sanfte, sanfte Weise ausgedrückt, immer so. Auf diese ruhige Art weckt sie in Ihnen ein dramatisches Interesse, das sich nicht leicht in Worte fassen lässt.“
Der Regisseur sagte in einem Interview selber über seinen Film: „Ich glaube, er ist, künstlerisch gesehen, mein bester Film, und es war der ertragreichste. Er wurde sogar für den fremdsprachigen Oscar nominiert, aber er war mein letzter Film. Hitler hat mein Publikum ermordet, sechs Millionen mögliche Zuschauer, und dazu noch die Künstler.“